# 知花凛
知花 凛（ちばな りん、1995年7月11日 - ）は、日本のAV女優。クルーズグループ所属。

## 略歴
2019年7月、アイデアポケットの専属女優としてAVデビュー。
2019年11月に専属を離れ、以降は企画単体女優として活動。

## 人物
学生時代は部活（陸上）一辺倒で男性に興味が全然なく、初体験はデビューの3〜4年前で相手はその時付き合っていた彼。経験人数は3人。

## 出演作品

### アダルトDVD
2019年
- FIRST IMPRESSION 134 〜街で見かけたら絶対恋しちゃう綺麗可愛いお姉さん〜（7月13日、アイデアポケット）
- 綺麗可愛いお姉さんの快感絶頂4本番 超大量潮吹き240分スペシャル（8月13日、アイデアポケット）
- 絶頂したての敏感マ○コに容赦ない激突き! 何度イッても止めないエンドレス追撃ピストン大乱交（9月13日、アイデアポケット）
- 中年オヤジの加齢臭ボディを笑顔で舐め尽くすおじさん大大大好きベロキス痴女お姉さん（10月13日、アイデアポケット）
- 「もう生チ○ポじゃないと満足できない…」 理性崩壊 中出しトランス性交（11月13日、アイデアポケット）
- 僕が経営するソープ店に人妻になった幼なじみが面接にやって来ました…。（11月25日、マドンナ）
- 「会社に内緒で副業します」 仕事のストレスで浪費癖… 嫌いなセクハラ上司とデリヘルバイトで再開。（11月25日、ダスッ!）
- 愛する妻で勃起する。 寝取らせ傍観催眠。（12月25日、ダスッ!）

2020年
- 息子のクラスメイトに犯され続けてプライドを失った母親（1月1日、ヴィーナス）
- 花は毒蟲に挿れられ蜜を吸われた（1月7日、アタッカーズ）
- 突然押しかけてきた嫁の姉さんに抜かれっぱなしの1泊2日（2月1日、ヴィーナス）
- 禁欲女×絶倫男 ナマで覚醒! 本能剥き出し真正中出し3本番!!（2月25日、本中）
- どっく あまちゅあ ちゃんねる vol.4（2月28日、DOC）※「りん」名義　他出演:おりお、もな、ゆっりーな

### VR
- 没入感たっぷりプレイ満載でVR初心者にオススメ! 甘えん坊の年上彼女にたっぷり痴女られちゃう僕。（2020年1月9日、アイデアポケット）

### アダルトサイト
2019年
- マジ軟派、初撮。 1413 真夏の新宿で悪戦苦闘する若きナンパ師!もう諦めかけていた彼の前に現れたのは、清楚で爽やかなOL姉さん!年下男子に言い寄られ、恥ずかしがるも満更でない彼女は、多めのボディタッチからエロい雰囲気に流されて、最後には色白スレンダーボディを震わせ、久々チ●ポにヨガり狂う雌に変貌!!!（11月17日、ナンパTV）※「りん」名義
- 厳格×美人上司×ビヤク堕ち!いつもは命令口調の彼女が…チ○ポが欲しくて懇願おねだり!タクシーで我慢できず大開脚オナニー!イキナリ3P突入してかまわずチ○コをしゃぶりまくる!お口とおマ○コ同時に犯され悶絶イキ連発!最後は顔射2連発でぐっちょり大満足【職場のあの子とビヤクで××しませんか? 03 〜美人FPがチ●ポ連呼でイキたくり!!の巻き〜】（11月17日、プレステージプレミアム）※「たちばな」名義
- 【配信専用】ムチプリ肉厚極上尻コキ!! 3 画面から飛び出さんとアナタの視界に迫り来る…デッカイたわわな桃尻…!!（12月26日、ふぇち党）他出演:五十嵐かな、藤白桃羽、南真悠、美園和花、高美はるか、桜庭ひかり、森本つぐみ、河北はるな、稲場るか

2020年
- りんさん（1月3日、しろうとまんまん）

## 書籍

### 雑誌
- 月刊FANZA 2019年10月号（ジーオーティー） - インタビュー